# 泰坦巨鳄属
泰坦巨鳄属（学名：Titanochampsa），也称巨魁鳄属，是中真鱷類的一属。

## 下属物种
本属包括以下物种：
- 约氏巨魁鳄 Titanochampsa iorii Fachini et al., 2022[1]